# Erin Gemmell
Erin Gemmell (* 2. Dezember 2004 in Newark, Delaware) ist eine Schwimmerin aus den Vereinigten Staaten. Sie gewann bei Olympischen Spielen eine Silbermedaille. Bei Weltmeisterschaften erschwamm sie bis 2024 einmal Silber auf der 50-Meter-Bahn und je einmal Gold, Silber und Bronze auf der 25-Meter-Bahn.

## Sportliche Karriere
Gemmell studiert seit 2023 an der University of Texas at Austin und schwimmt für deren Sportteam.
2019 siegte Gemmell mit der 4-mal-200-Meter-Freistilstaffel bei den Juniorenweltmeisterschaften, eine weitere Goldmedaille erhielt sie für ihren Vorlaufeinsatz in der 4-mal-100-Meter-Freistilstaffel. 2022 bei den Panpazifischen Juniorenmeisterschaften gewann Gemmell sechs Goldmedaillen. Sie siegte auf den Freistilstrecken von 100 Meter bis 400 Meter sowie mit allen drei Staffeln.
Ende 2022 bei den Kurzbahnweltmeisterschaften in Melbourne trat Gemmell erstmals mit der Nationalmannschaft an. Sie belegte den vierten Platz über 200 Meter Freistil und den sechsten Platz über 400 Meter Freistil. Die 4-mal-100-Meter-Freistilstaffel mit Erika Brown, Erin Gemmell, Natalie Hinds und Torri Huske qualifizierte sich mit der viertbesten Vorlaufzeit. Im Endlauf schwammen Erika Brown, Claire Curzan, Kate Douglass und Torri Huske auf den zweiten Platz hinter den Australierinnen und vor den Kanadierinnen. Die 4-mal-200-Meter-Freistilstaffel mit Erika Brown, Hali Flickinger, Jillian Cox und Leah Smith war die Vorlaufschnellste. Im Finale waren Alexandra Walsh, Hali Flickinger, Erin Gemmell und Leah Smith acht Sekunden schneller als die Vorlaufstaffel und wurden Dritte hinter Australierinnen und Kanadierinnen. Die 4-mal-50-Meter-Freistilstaffel trat im Vorlauf mit Erika Brown, Erin Gemmell, Natalie Hinds und Alexandra Walsh an. Im Finale siegten Torri Huske, Claire Curzan, Erika Brown und Kate Douglass.
Bei den Weltmeisterschaften 2023 in Fukuoka schwamm die 4-mal-200-Meter-Freistilstaffel mit Anna Peplowski, Alex Shackell, Erin Gemmell und Leah Smith die schnellste Vorlaufzeit. Im Finale waren Erin Gemmell, Katie Ledecky, Bella Sims und Alex Shackell fünf Sekunden schneller als die Vorlaufstaffel und belegten den zweiten Platz hinter den Australierinnen. Alle sechs Schwimmerinnen aus den Vereinigten Staaten erhielten eine Silbermedaille.
Ein Jahr später bei den Olympischen Spielen 2024 in Paris wurde Gemmell im Halbfinale über 200 Meter Freistil Neunte. Ihr fehlte eine Zehntelsekunde für den Finaleinzug. Vier Tage später legte die 4-mal-200-Meter-Freistilstaffel mit Anna Peplowski, Erin Gemmell, Simone Manuel und Alex Shackell die viertbeste Vorlaufzeit vor. Im Endlauf waren Claire Weinstein, Paige Madden, Katie Ledecky und Erin Gemmell fast zwölf Sekunden schneller und erkämpften die Silbermedaille hinter den Australierinnen und vor den Chinesinnen.

## Familie
Erins Vater Bruce Gemmell war Katie Ledeckys erster Trainer und gehörte bei den Olympischen Spielen 2016 zum Trainerstab des US-Schwimmteams. Erins Mutter Barbara Harris nahm zweimal an den US-Olympiatrials teil. Erins älterer Bruder Andrew Gemmell war Olympiateilnehmer 2012 und Weltmeister im Freiwasserschwimmen 2011.